# Andreas Wilson
Andreas Axel Janota Wilson (nacido el 7 de marzo de 1981, Estocolmo, Suecia) es un actor sueco que interpretó el personaje principal de la película nominada al Oscar (película extranjera) Ondskan.

## Filmografía
- The Italian key (2011)
- Sebastians Verden (2010)
- Bicycle Bride (2010)
- Stone's War (2008)
- Colorado Avenue (2007)
- Kill Your Darlings (2006)
- Babas bilar (2006)
- Animal (2005)
- Den utvalde (2005)
- Ondskan (2003)

- Datos: Q501260